# Lo svitato
Lo svitato è un film del 1956 diretto da Carlo Lizzani.

## Trama
Achille è un ingenuo fattorino di stazione che desidera sbarcare il lunario. È innamorato di una bella ragazza, che dopo vari tentativi clowneschi riesce a conquistare. Nel frattempo un editore gli offre l'incarico di giornalista, con la possibilità di indagare sul caso di cani di razza scomparsi misteriosamente. In realtà è tutto un inganno dell'uomo per intascare i soldi dell'articolo e dei gossip, e anche per rubargli la ragazza.

## Incassi
Incasso accertato a tutto il 31 marzo 1959: Lit. 67.561.863.